# Sérica

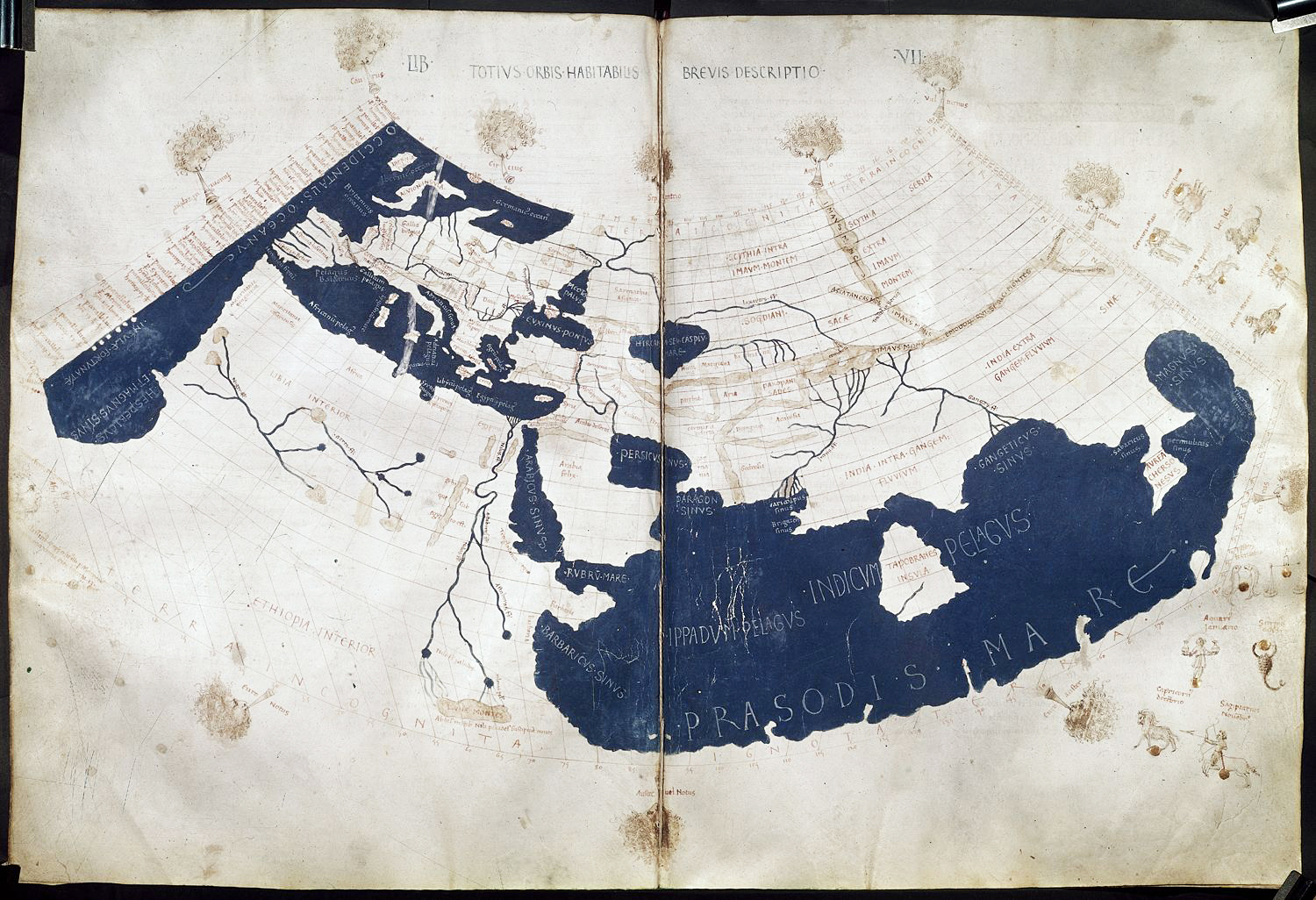
Um mapa-múndi florentino de meados do século XV baseado na 1ª projeção (cônica modificada) na tradução latina de Tiago Ângelo de 1406 dos manuscritos gregos redescobertos de Máximo Planudes do final do século XIII da Geografia do século II de Ptolomeu. Sérica é exibida no extremo nordeste do mundo

Sérica (em latim: Serica) ou Seres foi um dos países mais orientais da Ásia conhecido pelos antigos geógrafos gregos e romanos. É geralmente considerado como referindo-se ao norte da China durante as dinastias Chou, Chim e Hã, pois era alcançado pela Rota da Seda por terra, em contraste com o Sinas, que era alcançado pelas rotas marítimas. Uma distinção semelhante foi observada mais tarde durante a Idade Média entre "Cathay" (norte) e "Mangi" ou "China" (sul). O povo de Sérica era o Seres (grego antigo: Σῆρες), cujo nome também era usado para sua região. O acesso a Sérica foi facilitado após a conquista Hã da Bacia do Tarim (moderna Sinquião), mas foi bloqueado quando o Império Parta caiu para o Império Sassânida. Yule resumiu os geógrafos clássicos:

Se fundirmos em um os antigos avisos de Seres e seu país, omitindo afirmações anômalas e fábulas manifestas, o resultado será algo como o seguinte: - "A região das Seres é um país vasto e populoso, tocando a leste a Oceano e os limites do mundo habitável, estendendo-se a oeste até Imao e os confins de Báctria. As pessoas são civilizadas, moderadas, justas e frugais, evitando colisões com os vizinhos e até mesmo tímidas de relações íntimas, mas não avessas a disposição de seus próprios produtos, dos quais a seda crua é a base, mas que também incluem tecidos de seda, peles finas e ferro de qualidade notável." Essa é claramente uma definição dos chineses.
Alguns estudiosos, no entanto, afirmam que os Seres não eram os próprios chineses, mas tribos que falavam línguas indo-europeias nas bordas ocidentais das dinastias e impérios chineses que negociavam com os antigos índios, como os iuechis, sacas e tocarianos.

## Nome
As formas latinas Sérica e Seres derivam do grego Sērikḗ (Σηρική) e Sḗres (Σῆρες). Isso parece derivar de suas palavras para seda (grego: σηρικός, sērikós; latim: sericum), que desde Klaproth tem sido frequentemente associada ao chinês 絲, cuja pronúncia do chinês antigo foi reconstruída como /*[s]ə/. Os gregos e romanos sabiam da seda muito antes de entenderem sua origem nos bichos-da-seda, tornando sēr (σὴρ) uma formação reversa. Outras formas do nome incluem Região de Sérica (Serica Regio). Flávio Josefo, em seu livro Antiguidades Judaicas, livro 1, parágrafo 147, chama essa região de "Σηρια", que em letras latinas é "Seria".
Alguns classicistas argumentaram que era extremamente improvável que uma nação recebesse o nome de um inseto. Lassen afirmou ter identificado referências ao Seres nas escrituras hindus, como o "Çaca [Sacas], Tucara [Báctria] e Canca [Canju]".

## Consideração

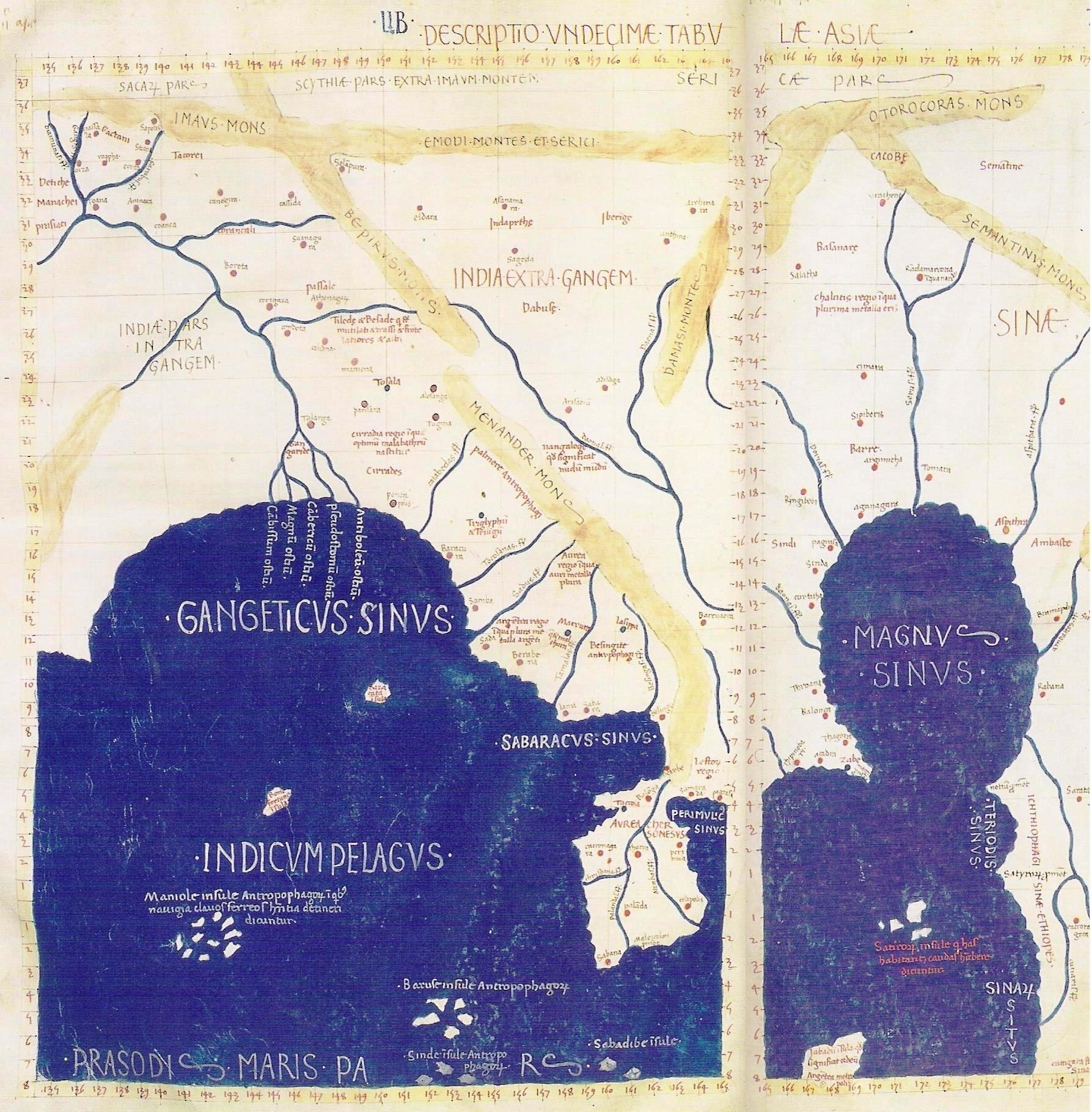
Um mapa inserido em latim derivado da Geografia de Ptolomeu. Sérica (Sericae Pars) fica ao norte do Sinas, que fica no Grande Golfo (Magno Sino) na extremidade oriental de um Oceano Índico sem litoral (Índico Pélago)

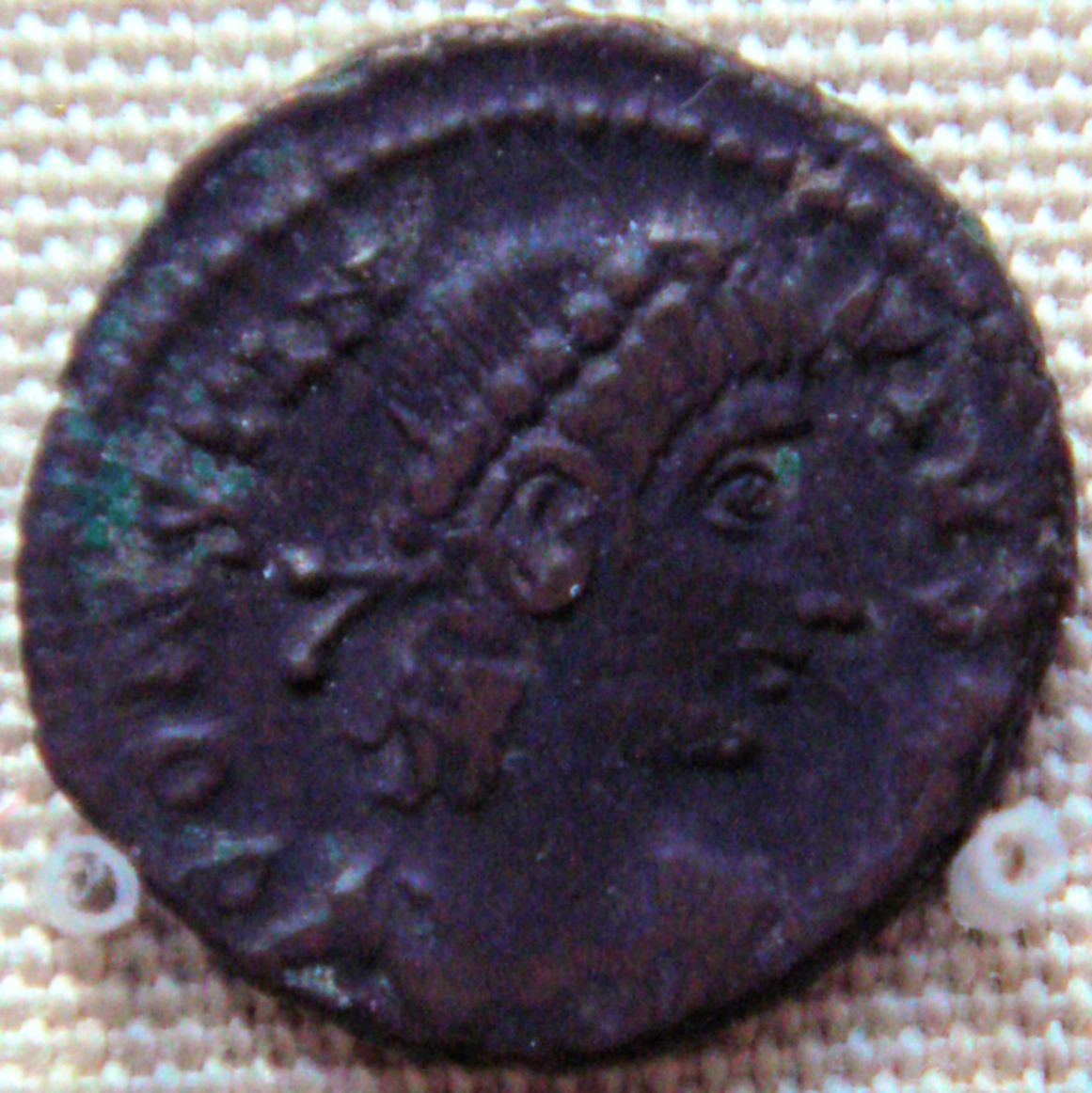
Fólis de r., encontrada em Cargalique, China moderna

### Visão geral
Começando no século I a.C. com Virgílio, Horácio e Estrabão, as histórias romanas oferecem apenas relatos vagos da China e da produção de seda de Seres do Extremo Oriente. Florus parece ter confundido os Seres com os povos da Índia, ou pelo menos notou que a tez de sua pele provava que ambos viviam "sob outro céu" que os romanos. O geógrafo do século I, Pompônio Mela, afirmou que as terras do Seres formavam o centro da costa de um oceano oriental, flanqueado ao sul pela Índia e ao norte pelos citas da estepe da Eurásia. O historiador Amiano Marcelino (330–400) escreveu que a terra das Seres era cercada por grandes paredes naturais ao redor de um rio chamado Báutis, possivelmente uma descrição do rio Amarelo. Dos povos turcos da Ásia Central, os romanos orientais posteriores (ou seja, bizantinos) derivaram um novo nome para a China, Taugaste (em turco: Tabghach), durante o período Uei do Norte (386–535). Na época do governante romano oriental Justiniano I (r. 527–565), os bizantinos compravam seda chinesa de intermediários sogdianos. No entanto, eles também contrabandearam bichos-da-seda para fora da China com a ajuda de monges nestorianos, que alegaram que a terra de "Seríndia" estava localizada ao norte da Índia e produzia a melhor seda.

## Geografia e economia
Como Ptolomeu descreve, Sérica era limitada ao norte pelos Montes Anibos (Annibi) e Auxácios (Auxacii), identificados como as Montanhas Altai. Os Montes Asmíreos (Asmiraei), um distrito de Sérica, são a Cadeia Da-Uri, enquanto os Montes Cassos (Cassi Montes) são considerados as montanhas do Deserto de Gobi. Ptolomeu nomeia o principal rio das Seres como Báutiso, identificado como o rio Amarelo.
Os escritores greco-romanos citam mais de uma dúzia de tribos e quinze cidades das Seres. É evidente a partir de suas representações que eles não são todos da mesma etnia, mas compartilham uma denominação nacional comum. Sua capital é chamada de Sera. Os possíveis candidatos incluem Casgar e Iarcanda. Acredita-se que Issedão, a capital dos issedones sericanos, tenha se situado nas encostas orientais de Pamir ou mesmo nas montanhas Altai, enquanto a terceira cidade notável, Aspacara, foi descrita como localizada perto da nascente do rio Amarelo.
Os antigos pais também descrevem o clima agradável de Sérica e sua plenitude de recursos naturais. Entre eles estão ferro, peles e peles e pedras preciosas.